# Dardilly
Dardilly es una comuna francesa situada en la Metrópoli de Lyon, de la región de Auvernia-Ródano-Alpes. Pertenece a la aglomeración urbana de Lyon.

## Demografía
| 1 300 | 917 | 1 014 | 935 | 1 027 | 1 074 | 1 281 | 1 296 | 1 301 | 1 243 | 1 294 | 1 293 | 1 212 | 1 135 | 1 141 | 1 506 | 1 148 | 1 108 | 1 067 | 1 038 | 982 | 1 014 | 1 125 | 1 235 | 1 359 | 1 312 | 1 565 | 1 731 | 2 010 | 2 743 | 4 668 | 6 688 | 7 589 | 8 314 | 8 538 | 8 600 |
| Para los censos de 1962 a 1999 la población legal corresponde a la población sin duplicidades (Fuente: INSEE [Consultar]) |     |       |     |       |       |       |       |       |       |       |       |       |       |       |       |       |       |       |       |     |       |       |       |       |       |       |       |       |       |       |       |       |       |       |       |

## Personajes célebres
- Juan María Vianney (1786-1859), nacido en Dardilly.